# Victory (Jedward)
Victory è il secondo album della discografia del duo irlandese Jedward, uscito il 5 agosto 2011 in Irlanda e in Gran Bretagna.
L'album è arrivato al primo posto nella classifica dell'Irish Albums Chart.

## Tracce
1. Lipstick – 3:52
2. Bad Behaviour – 2:54
3. EveryDay SuperStar – 3:01
4. My Miss America – 3:21
5. Your Biggest Fan – 3:53
6. DiSTorTioN – 2:37
7. Pop Rocket – 3:20
8. Saturday Night – 3:11
9. Techno Girl – 3:07
10. Wow Oh Wow – 3:20
11. Celebrity – 3:39
12. Hold The World – 3:29

## Singoli
- Lipstick, il loro primo singolo cantato per la prima volta rappresentando l'Irlanda all'Eurovision Song Contest 2011 in Germania.
- Bad Behaviour, uscito il 1º luglio su iTunes e il 30 marzo su YouTube.